# Bossa (bolet)

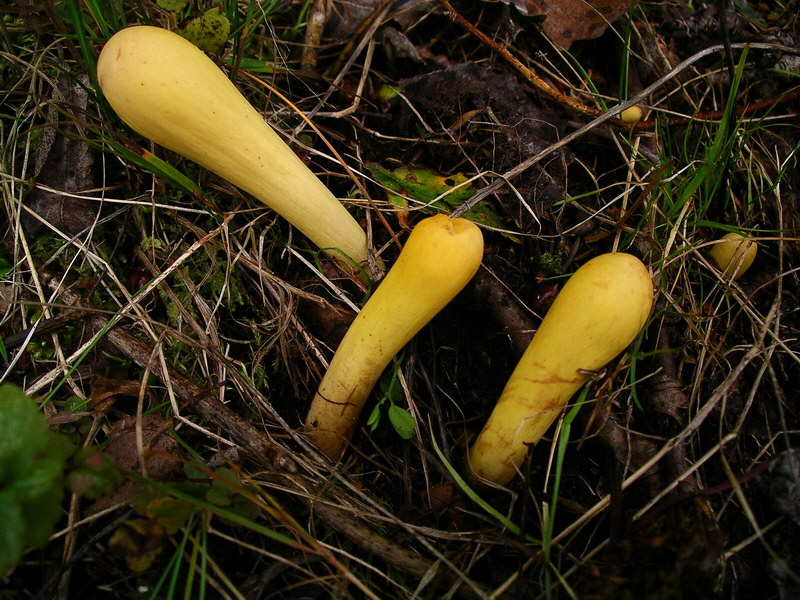
Tres bosses.

La bossa (Clavariadelphus pistillaris) és una espècie de fong de l'ordre dels gomfals (Gomphales). És un bolet d'estranya fesomia en forma de mà de morter.

## Morfologia
Arriba als 15 o 20 cm d'alçària i 5 de gruix, de superfície llisa o bé solcada de dalt a baix, d'un groc net en els exemplars joves, ocraci en els més desenvolupats, amb taques rogenques en els llocs fregats o ferits.
L'himeni recobreix tota la superfície del bolet.
Carn ferma, blanquinosa, s'enfosqueix en contacte amb l'aire, d'olor suau i gust amarg.

## Hàbitat
A la tardor, solitari o en grupets, en boscos caducifolis i mixtos.

## Comestibilitat
És un bolet comestible de molt baixa qualitat, tant per la textura de la seua carn com pel seu gust amarg. A més, és purgant.

## Possibles confusions amb altres espècies
Hi ha una espècie propera, Clavariadelphus truncatus, que se'n diferencia per ser eixamplat i pla a la part superior i pel gust dolcet de la seua carn, cosa que fa que se'l consideri comestible de millor qualitat.